# (3255) Tholen
(3255) Tholen (1980 RA) – planetoida z grupy przecinających orbitę Marsa okrążająca Słońce w ciągu 3,66 lat w średniej odległości 2,37 j.a. Odkryta 2 września 1980 roku.